# Michel-Robert Penchaud

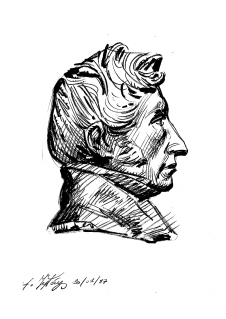
Michel-Robert Penchaud

Michel-Robert Penchaud (* 24. Dezember 1772 in Lhommaizé bei Poitiers; † 22. Dezember 1832 in Paris) war ein französischer Architekt.

## Jugend und Ausbildung
Er war der älteste Sohn von Robert-Louis Penchaud (1740–1800), der vor der Revolution Architekt der Provinz Poitou war. Er war 30 Jahre lang Assistent seines Vaters, der den Bau der Schlösser von Verrière und Dissais leitete. Später ergriff sein ältester Sohn Antoine-Xavier-Robert Penchaud (1804–1860) ebenfalls den Beruf des Architekten.
Die Widrigkeiten der Revolution und seine Einberufung verhinderten einen normalen Ausbildungsverlauf als Architekt. Erst 1796 wurde er im offenen Atelier von Charles Percier und Pierre-François-Léonard Fontaine aufgenommen. Gleichzeitig wurde er als Zeichner beim Conseil des Bâtiments Civils angestellt und nahm an mehreren nationalen Architekturwettbewerben teil, die vom Innenministerium durchgeführt wurden.

## Architekt der Stadt Marseille
1803 wurde er auf Anfrage des Präfekten Antoine Claire Thibaudeau für vier Jahre zum Stadtarchitekten von Marseille und kurz darauf zum Architekten des Departements Bouches-du-Rhône ernannt. Sein erstes großes Projekt war das Gewächshaus des Botanischen Gartens (1803 bis 1810). Nachdem er in Streitigkeiten zwischen dem Präfekten und dem neuen Bürgermeister Antoine-Ignace d’Antoine involviert wurde, ließ ihn letzterer von 1807 bis 1812 durch einen anderen Architekten, Michaud, ersetzen.

## Werke
Während dieser Zeit sah der Innenminister in Penchaud den geeigneten Spezialisten für Gutachtermissionen bis in die Region des Languedoc hinein. Auch vertraute man ihm Erforschung und Restaurierung der antiken Bauwerke des Midi an: Flavische Brücke von Saint-Chamas, die Antiques in Saint-Rémy-de-Provence, die Maison Carrée von Nîmes, den römischen Tempel von Vernègues und das Theater von Arles. Penchaud plante daraufhin ein Schriftwerk, das die Bauwerke Südfrankreichs beschreiben und das Gegenstück einer entsprechenden Italienreise darstellen sollte. Außerdem sollte das Werk zu einer maßgeblichen Studienquelle für Künstler und Kunstliebhaber werden. Diese Studien gelten als Vorläufer der Artikel, die später in La Statistique du Département des Bouches-du-Rhône erscheinen. Der Präfekt Thibaudeau, der sich dauerhaft der Dienste Penchauds versichern wollte, ernannte ihn 1808 zum Architekten des Départements. Penchaud erhielt nun seinen Titel als Stadtarchitekt zurück, denn Michaud hatte sich im Zuge der Umbauarbeiten des Hôtel Roux-de-Corse zur Präfektur unbeliebt gemacht. Penchaud behielt beide Funktionen bis zu seinem Tod 1833 bei. Die Marseiller Karriere von Penchaud stellte eine überlegte Entscheidung seinerseits dar, denn, obwohl wiederholt von Pariser Ehrerweisungen angezogen, wusste er sehr wohl, dass er in der Provence der einzige war, der die anstehenden Arbeiten des ersten Drittels des 19. Jahrhunderts ausführen konnte. Wenige Bauwerke der napoleonischen Epoche existieren noch, aber die bis heute erhaltenen stammen aus der Zeit der Restauration und verdienen alle unser Interesse. In Marseille handelt es sich dabei z. B. um
- einen Triumphbogen, genannt Porte d’Aix (Grundstein 1825)
- das Hôpital Caroline auf der Ile de Ratonneau
- die evangelische Kirche in der rue Grignan

ferner:
- den Justizpalast und das Gefängnis in Aix-en-Provence
- die Kirche Saint-Martin in Saint-Rémy-de-Provence
- das alte Gefängnis in Orgon
- den Justizpalast in Draguignan

Zu den verschwundenen Marseiller Werken zählen:
- das Gewächshaus des Botanischen Gartens
- die Kaserne der Gendarmerie und das Gefängnis
- das Haupttor des Lazaret d´Arenc.

Zwei große unvollständige Werke sind das Museum und das Versehrtenhospiz (la Timone), ferner der Schlachthof von Tarascon. Seinem Sohn Antoine-Xavier werden die ersten Skizzen des Palais de la Bourse auf der Canebière (1841) zugeschrieben. 1846 wurde das Projekt durch Pascal Coste, Schüler und Schützling Penchauds, realisiert. Haupteigenschaften in Penchauds Arbeitsweise sind Funktionalität, Schnelligkeit in der Ausführung und die Standardisierung bestimmter Elemente. Somit rückt seine Arbeitsweise der eines Ingenieurs sehr nahe. In vielen seiner Baupläne spiegelt sich der Einfluss seines Lehrers Jean-Nicolas-Louis Durand von der Ecole Polytechnique.
Die Laufbahn Penchauds endet mit einem letzten Bauvorhaben, dem des Arc de Triomphe, dessen Vollendung er nicht mehr erlebte.

## Das Hôpital Caroline
Das Hospiz wurde zwischen 1823 und 1828 auf der Insel Ratonneau vor Marseille erbaut. Der Nutzungszweck bestand in der Aufnahme von Reisenden, die bei Verdacht auf eine Gelbfiebererkrankung unter Quarantäne zu stellen waren. Das Hospiz wurde nach der Herzogin von Berry benannt.
Der Bau wurde gemäß den Anforderungen an sanitäre Notwendigkeiten ausgeführt, die da waren: ein gut belüftetes Areal, denn der Wind sollte Krankheitskeime forttragen, die Nähe zum Meer zur Erleichterung von Kommunikation, Deckung des Wasserbedarfs zur Reinigung der Böden, die strikte Isolierung der Infizierten und eine problemlose Beaufsichtigung.
1823 konnten 48 Kranke und 24 Genesende dort aufgenommen werden. Sie lebten in verschiedenen voneinander getrennten Bezirken, durch eine Mauer nach außen abgetrennt. Im Zentrum der Anlage befand sich die sogenannte Kapitänerie, von der aus man alles überblicken und erreichen konnte. Auf halber Strecke zwischen dem Kranken- bzw. Rekonvaleszentenrevier erbaute man eine Kapelle in Form eines griechischen Tempels. Zwischen dessen Säulen setzte man verglaste Elemente, damit die Erkrankten von den Fenstern ihrer Schlafsäle aus an den Gottesdiensten teilnehmen konnten. Das Podest diente zum Lagern von Pflegematerial und Medikamenten. Die Bauweise war perfekt an den Gebrauchszweck angepasst und zeichnete sich durch Einfachheit und Zweckmäßigkeit aus. Überall findet man ein leicht reproduzierbares Basismodul.
Die modernen Schifffahrtsbedingungen machten diese Art von Hospiz als Quarantäneeinrichtung schnell überflüssig, zumal die wissenschaftlichen Debatten bezüglich der Epidemien auch das Arzt-Patienten-Verhältnis stark veränderten. Das Hospiz diente also überwiegend dem Militär für die aus Afrika oder von der Krim heimgekehrten erkrankten Soldaten. 1850 wurde es von dem Architekten Vaucher baulich verändert und bildet nun zusammen mit den Häfen von Pomègues und Le Frioul den Komplex des Insellazaretts, der als der großräumigste und beste am Mittelmeer gilt. Zuletzt wurde das Hospiz 1941 während einer Typhusepidemie in den Gefängnissen genutzt. Im August 1944 wurde es dann bei der Befreiung von Marseille bombardiert und ungenutzt gelassen bis zum Zeitpunkt des Ankaufs der Inseln durch die Stadt Marseille 1971. Heute wird das Hospiz restauriert. Verschiedene Nutzungsformen werden angestoßen – die erfolgreichste ist das Festival MIMI, das von der A.M.I. (Aide aux Musiques Innovatrices), einem Verein zur Förderung neuartiger Musikformen, alljährlich Mitte Juli im Hof des ehemaligen Hospizes ausgerichtet wird.

## Lebensende
Penchaud führte ein zurückgezogenes Leben, weit weg von öffentlichen Kreisen, sammelte Medaillen und Antiken, immer authentisch als ein von klassischer Kultur durchdrungener Architekt. Er hatte zwei Schüler, Pascal Coste (1787–1879) und Vincent Barral (1800–1854). Ersteren stellte er früh als Zeichner ein und erleichterte ihm die Aufnahme an der Kunsthochschule von Paris. Barral stand ihm als Inspektor zur Seite und wurde nach dem Tod Penchauds Diözesanarchitekt. Im Jahr 1832 ließ er sich in den Ruhestand versetzen und kehrte nach Paris zurück, wo er am 22. Dezember desselben Jahres starb.
Penchaud wurde auf dem Friedhof Saint-Pierre in Marseille beigesetzt. Seine Grabstätte wurde vom Architekten Félix Duban entworfen.

## Freundeskreis Michel-Robert Penchaud
Gegründet wurde der Freundeskreis Michel-Robert Penchaud (Amis de Michel Robert Penchaud) im Jahr 2007. Zielsetzungen sind, Kenntnisse über die Person und sein Werk zu verbreiten, die Restaurierung seines Meisterwerks, des Baukomplexes des Hôpital Caroline, die Organisation von Darbietungen kultureller und sozialer Art an dieser Gedenkstätte und der Schutz von Flora und Fauna daselbst.